# Yasi Hofer

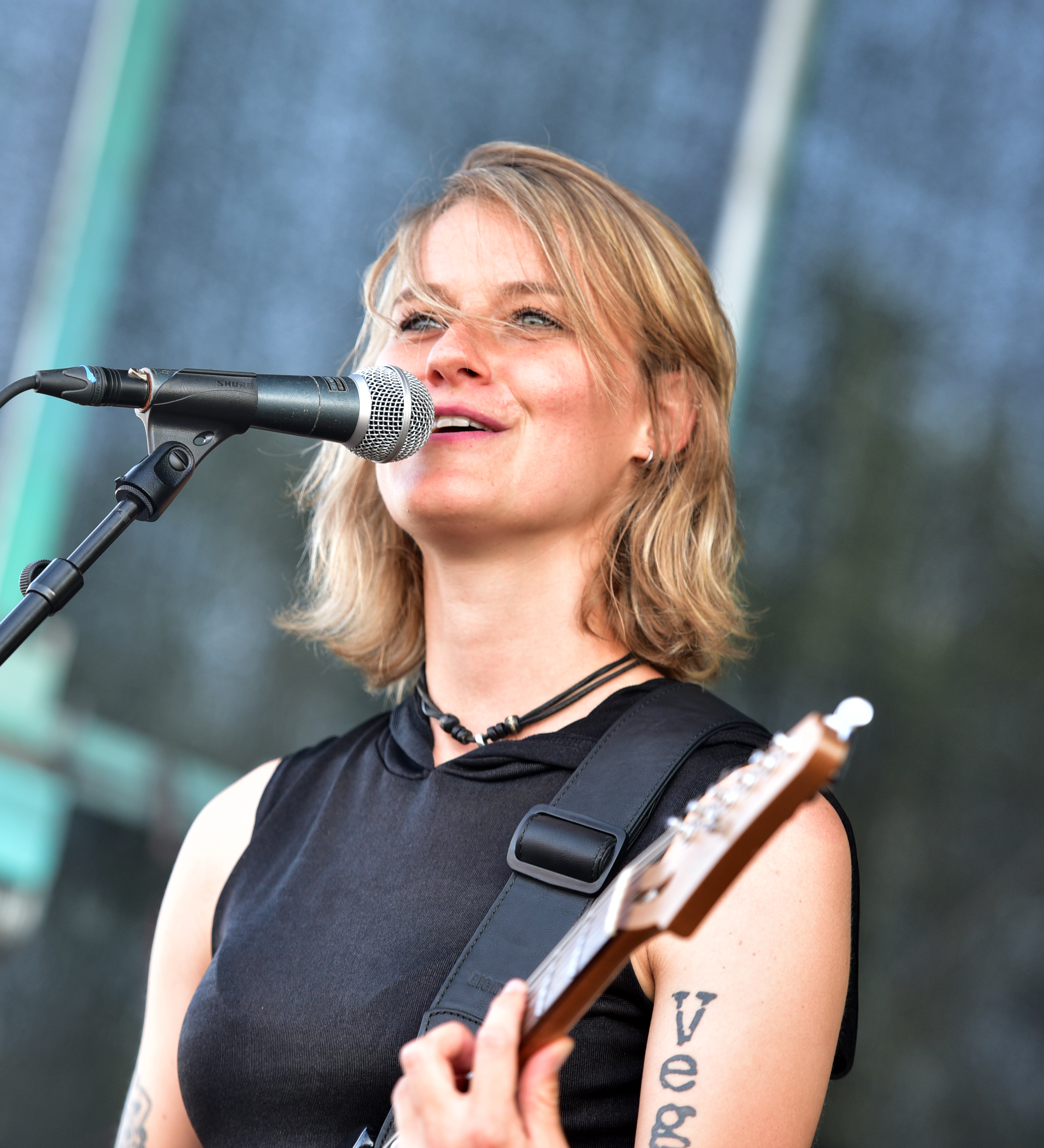
Yasi Hofer live auf dem Burg Herzberg Festival 2024

Yasi Hofer, eigentlich Yasmin Ines Hofer (* 25. Oktober 1992 in Ulm), ist eine deutsche Gitarristin und Sängerin.

## Leben und Wirken

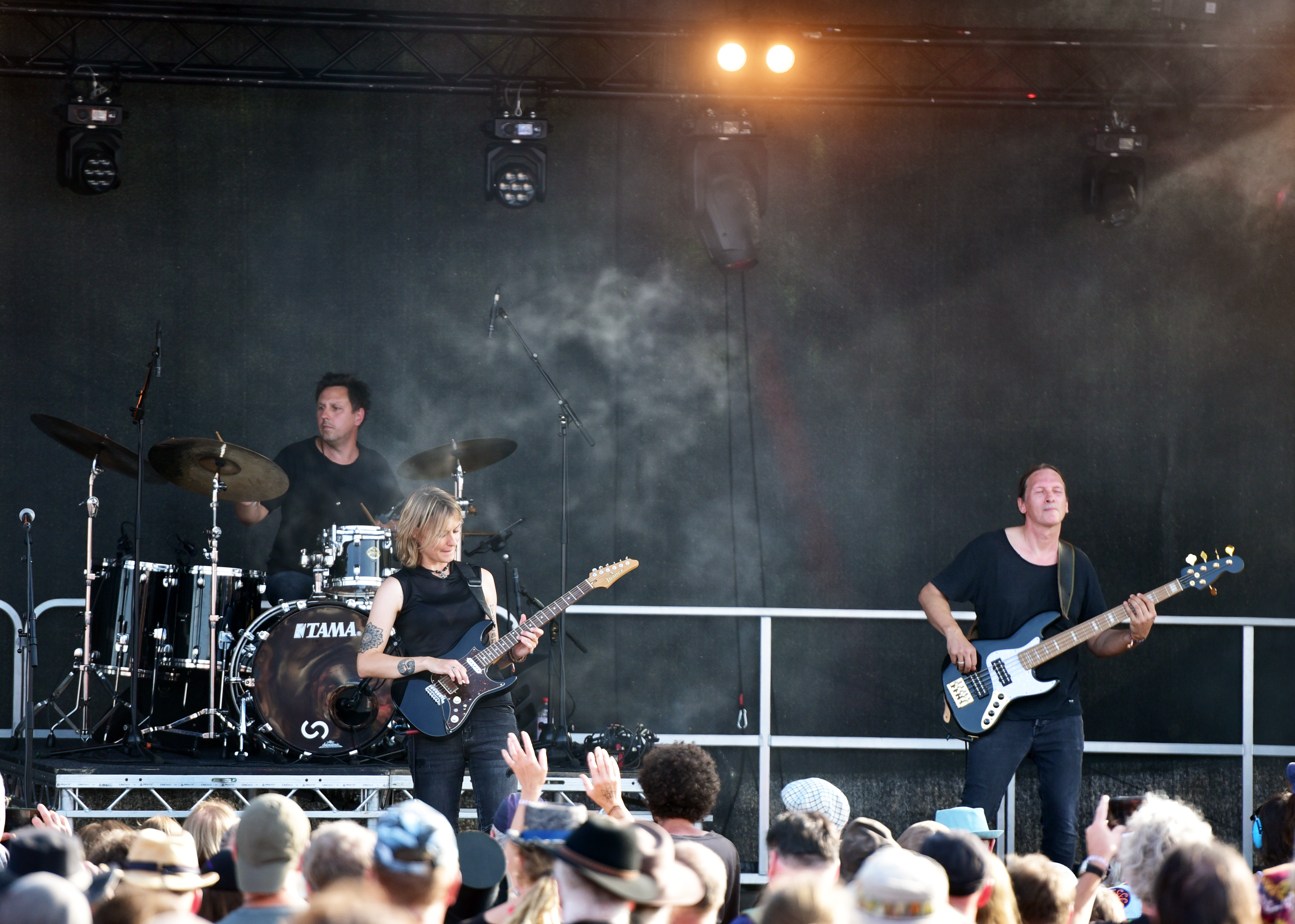
Yasi Hofer mit Band

Yasi Hofer begann in jungen Jahren mit dem Geigespielen und entschied sich mit zwölf Jahren für die E-Gitarre. Durch ihren damaligen Gitarrenlehrer wurde sie an die Musik und Spieltechniken von Steve Vai herangeführt, die sie fortan bis zu zehn Stunden am Tag übte. Als sie 14 Jahre alt war, erkannte Steve Vai ihr Talent und lud sie bei einem Konzert im Ulmer Zelt zu sich auf die Bühne ein, wo beide den Vai Song Answers gemeinsam spielten. Weitere Gastauftritte in Europa folgten.
Mit 15 Jahren begann sie ihr Musikstudium an der Musikhochschule Stuttgart und setzte es nach drei Semestern am Berklee College of Music fort. 2008 veröffentlichte sie beim Ulmer Label Heckmann Sounds (Elmar Karl Heckmann) die CD Sounds like Vai mit fünf Titeln.
Während des Studiums am Berklee College arbeitete Hofer an ihrem Album Yasi, das im Januar 2014 bei 36music, dem Label des Schlagzeugers und Produzenten Jürgen Schlachter, veröffentlicht wurde und auf dem unter anderem Musiker wie Hellmut Hattler und Philip Bynoe mitwirkten. Im Februar 2014 startete ihre Debüt-Tournee durch Deutschland.
Im Dezember 2016 erschien ihr zweites 36music-Album Faith, welches musikalisch eine Weiterentwicklung mit neuen Elementen darstellt. Mit Gästen wie Marco Minnemann und erneut Helmut Hattler waren wieder bekannte Gastmusiker an den Aufnahmen beteiligt. Im Anschluss ging Hofer mit ihrer Band auf Tournee durch Europa. 
Am 10. Januar 2019 erschien das Album Freedom, bei dem Hofer im Gegensatz zu den Vorgängeralben ganz auf Gastmusiker und Keyboards verzichtete.
Im Februar 2023 wurde das vierte Studio-Album releast "Between the lines".

## Nebenprojekte
Im Jahr 2016 tourte Yasi Hofer als Gitarristin mit der Band Voxxclub durch Deutschland und das angrenzende Ausland.
Für das Projekt Docker’s Guild des Produzenten Douglas R. Docker spielte sie auf dem Album The Heisenberg Diaries – Book A für Red Dwarf Theme und Space-Patrol die Gitarre ein.
Seit 2022 spielt Yasi Hofer in der Live Band von Helene Fischer und der deutschen Girlgroup No Angels.

## Engagement
Hofer setzt sich aktiv für Tierrechte ein und lebt vegan.

## Diskografie
Yasi Hofer
- 2008: Sounds like Vai (Heckmann Sounds)
- 2014: Yasi (36music)
- 2016: Faith (36music)
- 2019: Freedom (36music)
- 2019: Live At The Pub
- 2020: I Hear You
- 2023: Between the lines

Docker's Guild
- 2016: The Heisenberg Diaries – Book A[4] (Black Swan Records)

VoXXclub
- 2016: Geiles Himmelblau Live (Rosenklang/We Love Music)

Kompilationen
- 2014: eclipsed – The Art Of Sysyphus Vol. 77 (Sysyphus Verlag)
- 2017: She Rocks Vol. 1 – A Collection of Kick-Ass Guitar Goddesses (Favored Nations Entertainment)[7]